# الكسندر هاميلتون ويلارد
الكسندر هاميلتون ويلارد (بالإنجليزية: Alexander Hamilton Willard)‏ هو حدّاد أمريكي، ولد في 1777 في تشارلستاون في الولايات المتحدة، وتوفي في 6 مارس 1865 في Franklin, Sacramento County, California ‏ في الولايات المتحدة.